# Podražnice
Podražnice jsou malá vesnice, část města Horšovský Týn v okrese Domažlice v Plzeňském kraji. Nacházejí se tři kilometry severovýchodně od Horšovského Týna. Je zde evidováno 30 adres. V roce 2011 zde trvale žilo 74 obyvatel.
Podražnice jsou také název katastrálního území o rozloze 7,28 km².

## Historie
První písemná zmínka o vesnici pochází z roku 1312.

## Obyvatelstvo
| Rok            | 1869 | 1880 | 1890 | 1900 | 1910 | 1921 | 1930 | 1950 | 1961 | 1970 | 1980 | 1991 | 2001 | 2011 | 2021 |
| -------------- | ---- | ---- | ---- | ---- | ---- | ---- | ---- | ---- | ---- | ---- | ---- | ---- | ---- | ---- | ---- |
| Počet obyvatel | 214  | 168  | 167  | 158  | 156  | 168  | 163  | 99   | 125  | 118  | 72   | 47   | 62   | 74   | 51   |
| Počet domů     | 24   | 25   | 29   | 29   | 30   | 31   | 31   | 30   | 30   | 24   | 22   | 25   | 22   | 20   | 19   |

## Obecní správa
Při sčítání lidu v letech 1850–1920 Podražnice byly osadou obce Borovice v okrese Horšův Týn. V letech 1921–1959 byly samostatnou obcí v okrese Horšovský Týn. Od roku 1960 jsou částí města Horšovský Týn v okrese Domažlice.

## Pamětihodnosti
Na návrší na severovýchodním okraji vesnice se nachází památkově chráněné pozůstatky hradiště Na Zámku z doby bronzové a pozdní doby železné.

## Další fotografie

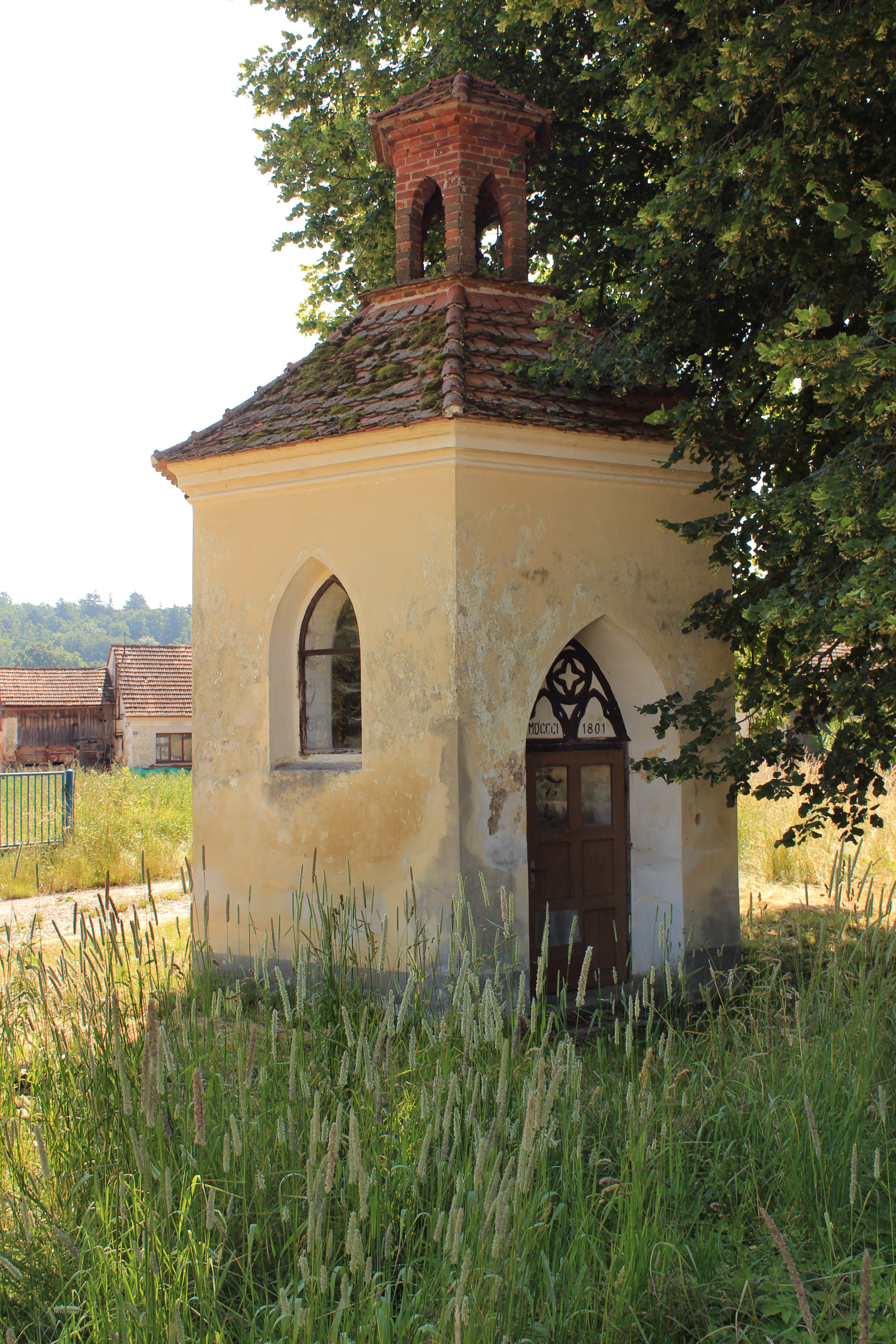
Kaple pod lípou
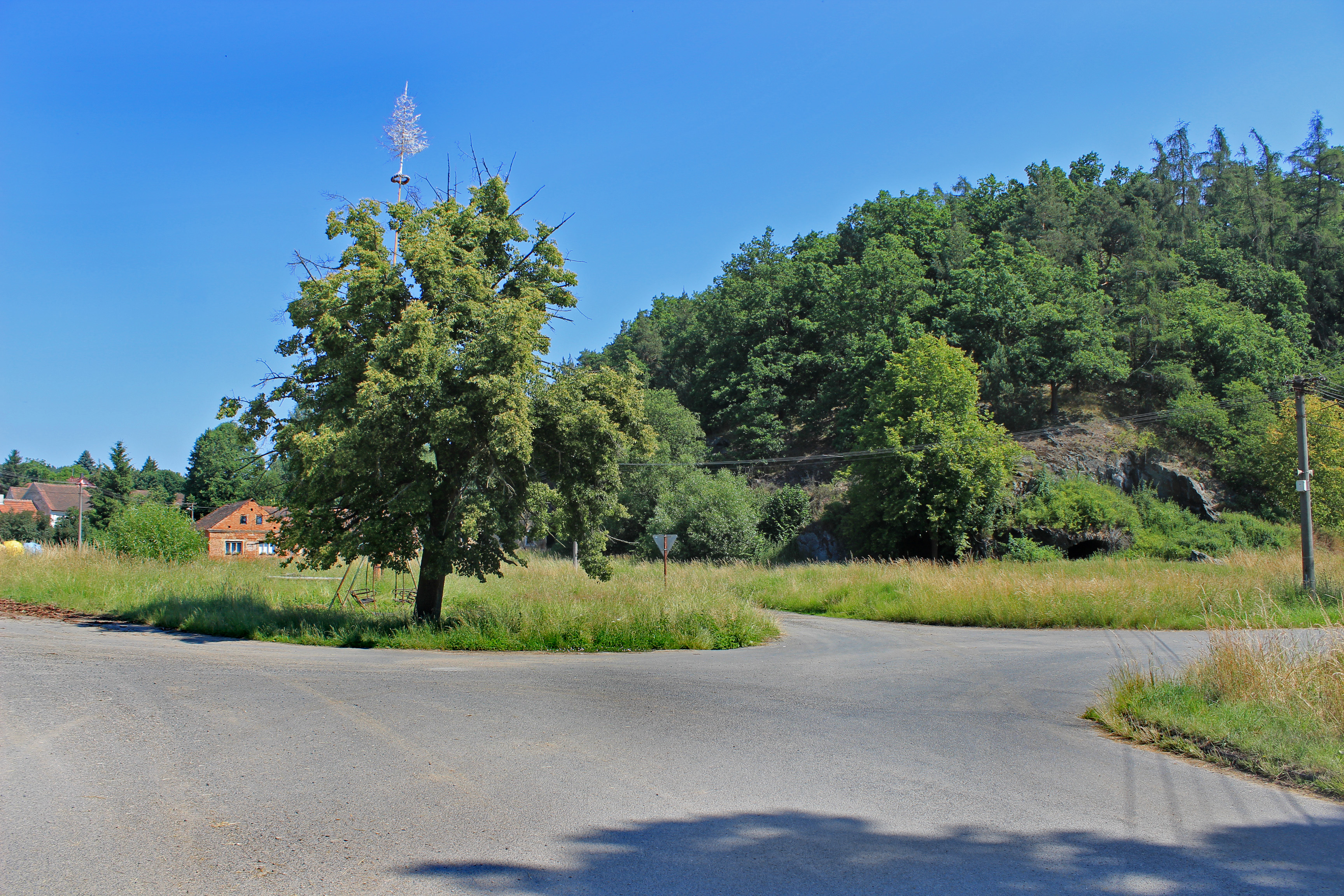
Prázdná náves
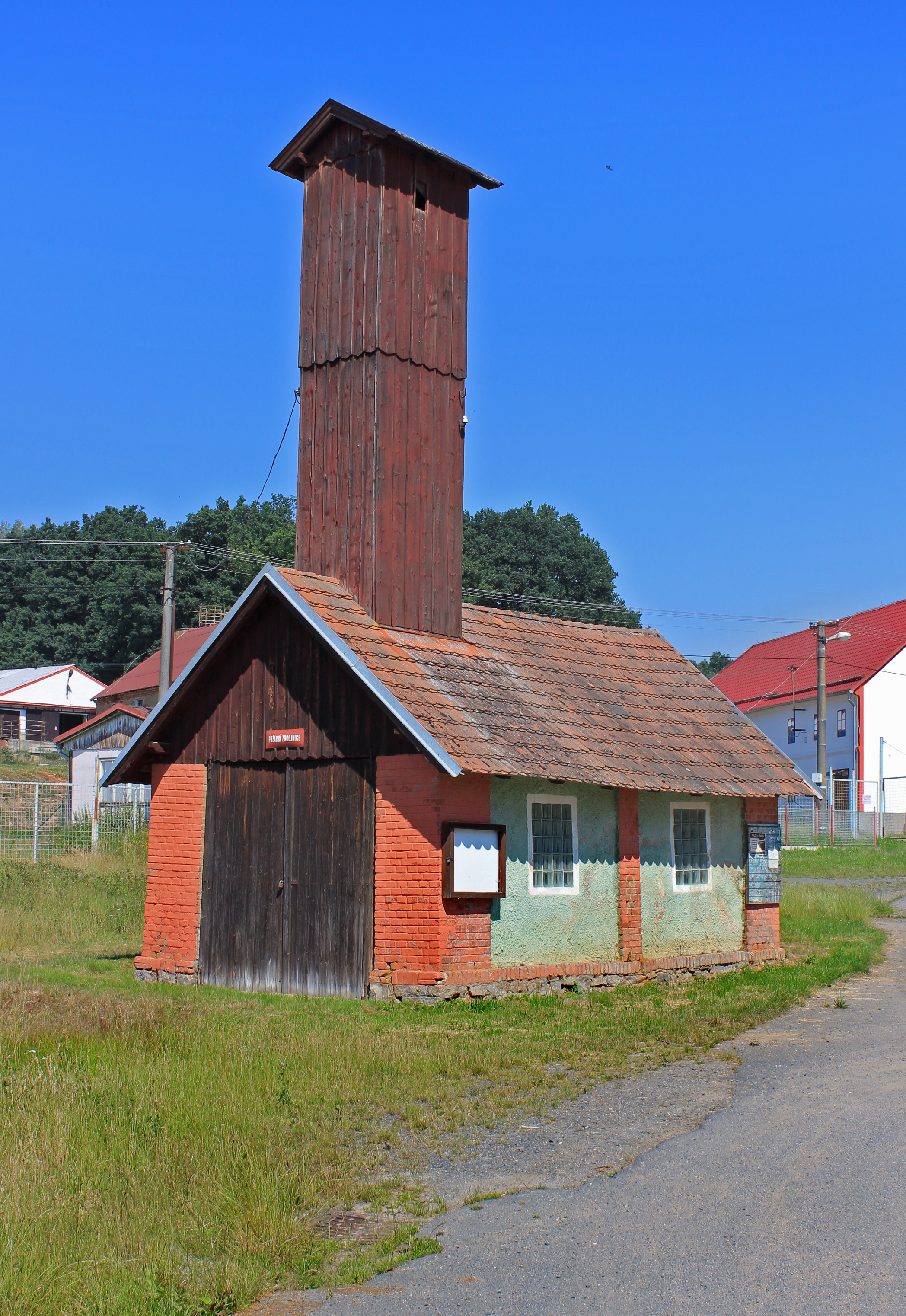
Bývalá hasičská zbrojnice